# Хоровой чемпионат России
Хоровой Чемпионат России — ежегодное соревнование среди хоровых коллективов России. Участвовать могут как профессиональные, так и любительские, учебные и церковные хоры. Чемпионат состоит из Открытых кубков в разных городах России и Финального этапа. Лауреаты открытых кубков получают возможность побороться за звание Чемпионов России по хоровому искусству на Финальном этапе. Чемпионат и Кубки проводятся в шести номинациях.
Организатором чемпионата является автономная некоммерческая организация "Творческое Объединение «Салют Талантов» (г. Санкт-Петербург).

## Номинации
Победители в Кубках и Чемпионате России по хоровому искусству определяются в шести номинациях:
1. Детские хоры (средний возраст до 16 лет)
2. Смешанные молодежные хоры (средний возраст от 16 до 25 лет)
3. Смешанные взрослые хоры (средний возраст старше 25 лет)
4. Мужские хоры (средний возраст старше 16 лет)
5. Женские хоры (средний возраст старше 16 лет)
6. Народные хоры (без возрастных ограничений)

## История
Первый чемпионат прошёл в 2015 году. Отборочные Кубки Чемпионата прошли в Екатеринбурге, Москве, Нижнем Новгороде, Новосибирске, Пятигорске, Ростове-на-Дону, Санкт-Петербурге, Симферополе и Хабаровске. В Чемпионате 2015 года приняли участие 2309 человек, представляющие 90 хоровых коллективов. Финал Чемпионата состоялся 28-29 января 2016 года в Москве. В Финал Чемпионата 2015 года вышли 17 коллективов.
Со второго сезона хоровые коллективы соревнуются на Открытых Кубках в нескольких городах России. Отборочные этапы прошли в Казани (5-6 ноября), Санкт-Петербурге (6 ноября) и Москве (9 января 2017).
С нового сезона коллективы выступают в рамках Открытых Кубков в известнейших храмах России. Так, на отборочном этапе в Казани хоры выступили в соборе Божией Матери «Всех скорбящих Радость» в Свияжске под руководством заслуженного деятеля искусств Республики Татарстан Миляуши Таминдаровой. В рамках отборочного этапа в Москве участники выступили в храме Вознесения Господня за Серпуховскими воротами под руководством заслуженного артиста России Анатолия Кислякова. Финальный этап прошёл в Санкт-Петербурге 30 марта 2017 года. 31 марта состоялись выступления хоров в Казанском кафедральном соборе.

## Чемпионы России по хоровому искусству 2015
| Номинация                   | Звание «Чемпион России»                                                                                    | Второе место | Третье место                                                      |
| --------------------------- | --- | --- | ----------------------------------------------------------------- |
| «Детские хоры»              | Детский хор «Крымские ласточки» (г. Симферополь)                                                           | Образцовый коллектив концертный хор мальчиков и юношей «Орлята» (г. Киров)                                         | Камерный хор ДМШ им. Н. А. Римского-Корсакова (г. Ростов-на-Дону) |
| «Смешанные молодежные хоры» | Хор «Kama Cantabile» (г. Пермь)                                                                            | Молодежный хор «Полигимния» Санкт-Петербургского политехнического университета Петра Великого (г. Санкт-Петербург) | -                                                                 |
| «Смешанные взрослые хоры»   | Хор Никольского Храма под управлением регента священника Антония Радина (г. Сортавала, Республика Карелия) | Хор Ветеранов им. А. Н. Чмырева (г. Королев)                                                                       | -                                                                 |
| «Женские хоры»              | Хор «Кантиллена» (г. Екатеринбург)                                                                         | - | -                                                                 |
| «Эстрадные и джазовые хоры» | Народный вокальный ансамбль «Звездный ветер» (г. Невинномысск)                                             | Шоу-группа «Шпаргалка» (г. Майкоп)                                                                                 | -                                                                 |
| «Народные хоры»             | Образцовый хор народной песни «Млада» (г. Хабаровск)                                                       | Хор народной песни «Русский сувенир» (г. Биробиджан)                                                               | Народный хор «Рябинушка» (с. Екимовка, Рязанская область)         |

## Чемпионы России по хоровому искусству 2016
| Номинация                   | Звание «Чемпион России»                                                                                        | Второе место                                     | Третье место                                                       |
| --------------------------- | --- | ------------------------------------------------ | ------------------------------------------------------------------ |
| «Детские хоры»              | Детский хор «Мелодия» (г. Жуковский)                                                                           | Образцовый хор «Виктория» ДШИ № 4 (г. Волгоград) | Вокально-хореографический коллектив «Родные напевы» (г. Краснодар) |
| «Смешанные молодежные хоры» | Хор Северо-Западного государственного медицинского университета имени И. И. Мечникова (г. Санкт-Петербург)     | -                                                | -                                                                  |
| «Смешанные взрослые хоры»   | Хоровая группа народного самодеятельного коллектива ансамбля песни и танца «Северные Узоры» (г. Лодейное поле) | Вокально-хоровой коллектив (г. Чебоксары)        | -                                                                  |
| «Женские хоры»              | - | -                                                | -                                                                  |
| «Эстрадные и джазовые хоры» | - | -                                                | -                                                                  |
| «Народные хоры»             | Народный коллектив вокально-хоровой ансамбль «Фонарики» (г. Москва)                                            | Театр песни «Волжская Русь» (г. Самара)          | -                                                                  |